# 교황 그레고리오 10세
교황 그레고리오 10세(라틴어: Gregorius PP. X, 이탈리아어: Papa Gregorio X)는 제184대 교황(재위: 1271년 9월 1일 - 1276년 1월 10일)이다. 본명은 테오발도 비스콘티(이탈리아어: Teobaldo Visconti)이다. 재속 프란치스코회 회원이다. 1268년에서 1271년까지 이어진 로마 가톨릭교회 역사상 가장 긴 교황 선거에서 선출되었다.
그는 제2차 리옹 공의회를 소집하고 교황 선출에 관한 새로운 규정을 공포하였다. 교황 하드리아노 5세와 교황 요한 21세가 잠시 무효화했던 적을 제외하고는, 그가 제정한 규정들은 교황 바오로 6세가 고칠 때까지 20세기까지 계속 이어져 왔다.
1713년 교황 클레멘스 11세에 의해 시복되었다.

## 생애 초기
테오발도 비스콘티는 1210년 피아첸차에서 태어났다. 그의 경력은 같은 피아첸차 출신인 팔레스트리나 교구장이자 시토회원인 자코모 데 페코라리 추기경(1231-1244)을 위해 일하면서 시작되었다고 한다. 그는 거룩한 인물로 명망 높은 추기경을 보고 감동받았다. 테오발도는 샹파뉴의 트루아퐁텐 수도원의 아빠스로 선출된 후에도 자코모 추기경의 집사로 계속 봉사하였다. 추기경이 교황 그레고리오 9세의 특사로 토스카나와 롬바르디아, 프랑스, 독일을 순차적으로 방문하였다. 테오발도는 아마도 프로방스에서 추기경을 보좌하는 임무를 수행했을 때 프랑스의 유력한 성직자들과 평신도들과 안면을 트게 되었을 것이다. 1239년 추기경이 업무차 피아첸차로 돌아올 때, 그는 이미 산 안토니오 성당의 의전참사회원이 되어 있었다.
이후 그는 교황 그레고리오 9세와 또다시 전쟁을 벌인 신성 로마 제국 황제 프리드리히 2세에 맞선 십자군을 프랑스에 요청하기 위한 새로운 임무를 띤 추기경과 동반하였다. 1239년 초, 교황은 재차 황제를 파문하였다. 양측의 분쟁을 해결하기 위해 세계 공의회 소집이 요구되었다. 교황은 이에 반대하지 않았지만, 교황령에서 자신의 주최 아래 공의회가 소집하려고 계획하였다. 또한 그는 프리드리히 2세의 모든 적들을 로마로 불러들이려고 하였다. 1240년 테오발도는 자코모 추기경의 요청에 따라 공석 상태가 된 리옹 대성당의 의전참사회원이 되었다. 그레고리오 9세는 끝내 세계 공의회를 소집하지 못하고 1241년 8월 22일 선종하였다. 그레고리오 9세의 후임자 선출은 2개월 이상 소요되었다. 늙고 병이 든 새 교황 첼레스티노 4세는 교황으로 선출된지 불과 17일 만인 1241년 11월 10일 선종하였다. 첼레스티노 4세 사후 후임 교황을 선출하기 위한 교황 선거는 한동안 개최되지 못했다. 교황의 선종 당시 추기경들은 로마에 있었지만, 과거 1241년 8월 22일부터 10월 25일까지의 사도좌 공석 기간 동안 크게 고생했던 기억이 떠올라 즉시 흩어졌다. 그리하여 로마에는 겨우 12명의 추기경들만이 남게 되었다. 1243년 6월까지 추기경 전원이 모이지 않은 상태에서 로마가 아닌 아나니에서 개최된 교황 선거에서 제노바의 시니발도 프레스키 추기경이 교황 인노첸시오 4세로 선출되었다. 1243년 피아첸차 주교가 선종하자 인노첸시오 4세는 테오발도에게 피아첸차 주교직을 맡을 것을 주문했으나, 테오발도는 이를 고사하고 자코모 추기경을 계속 보좌하였다. 자코모 추기경은 1244년 6월 25일 로마에서 선종하였다.

## 프랑스
자신의 후원자이자 영성 모범인 추기경이 선종하자 테오발도는 교황청을 떠나 파리로 가서 신학을 공부하기로 결심하였다. 하지만 그는 리옹에 도착했을 때, 리옹의 대주교 필리프의 환대를 받고 그의 요청을 받아들여 그의 가정교사가 되었다. 테오발도는 처음에 그의 요청을 거절했지만 대주교가 한사코 부탁하자 결국 수락하였다.
1244년 7월 교황 인노첸시오 4세는 프리드리히 2세 황제를 피해 로마를 떠나 망명길에 올랐다. 처음에는 자신의 고향인 제노바로 갔다가 리옹으로 향한 그는 세계 공의회를 소집할 계획을 구체적으로 구상했다. 리옹에서 교황을 만난 테오발도는 1245년 6월-7월 개최된 제1차 리옹 공의회 구성을 도왔다. 이 시기에 테오발도는 보나벤투라, 토마스 아퀴나스, 기 파우코이, 피에르 드 타랑테즈, 마테오 루베오 오르시니 등 공의회에 참석한 교부들과 친분 관계를 맺었다. 테오발도는 자신의 공로를 치하받는 차원에서 1246년 9월 9일 리에주 교구의 수석부제로 임명되었다. 그는 인노첸시오 4세의 지시로 거룩한 땅을 되찾기 위한 십자군 원정 설교를 하였다. 십자군과 교황청 둘 다 기금을 모으는데 절박한 상황이었기 때문에 이러한 설교는 생각보다 더 재정적인 성격을 띠고 있었다. 그러나 테오발도는 아직 사제 서품을 받지 못했기 때문에 사제처럼 설교할 수는 없었다.
테오발도가 리에주에 있던 시절은 행복했다고 할 수 없었다. 제1차 리옹 공의회에 참석한 로베르 드 토르테 주교가 1246년 10월 16일 병으로 시름시름 앓다가 선종하였다. 그러자 새 주교 서품을 놓고 분쟁이 일어났다. 프리드리히 2세가 내세운 후보인 위트레흐트 단체장이 주교좌를 탈취하려는 시도를 하자 자코모 데 페코라리 추기경은 교황으로부터 주교좌성당의 의전참사회원들이 자신을 만날 때까지 외부의 개입을 차단하라는 지시를 받았다. 그러나 교황 그레고리오 9세가 선종하면서 1243년 6월까지 사도좌 공석 상태가 지속되었다. 그 사이 옥신각신하던 선거인들 사이에 의사가 통하여 1240년 10월 30일 베르됭의 주교와 형제지간인 로베르가 선택되었다. 하지만 로베르가 사망하면서 또다시 분쟁이 일어나면서 로베르토 카포치 추기경이 주교 선출 문제를 해결하기 위해 파견되었다. 당시 테오발도는 의전참사회원이자 수석부제였으므로 이 분쟁과 직접적인 관련이 있었다. 1247년 10월 10일 겔데르 백작 오토 3세의 형제이자 세속적인 인물인 하인리히가 당선되었으나 그는 아직 서품을 받지 못했다. 실제로 그는 이후 12년 동안 주교는 물론이고 사제품을 받지도 않았다. 테오발도가 파리로 가서 자리를 비운 상태였기 때문에 새 주교 선출자는 1250년 말엽까지 주교좌와 착좌하지 못했다.
결국 1258년 하인리히는 주교로 축성되었으며, 스타불로의 유명한 수도원의 아빠스로도 선출되었다. 하지만 성직자가 된 이후에도 하인리히는 과거 군인 시절의 방종했던 생활을 청산하지 못했다. 1262년 그는 수석부제인 테오발도와 정면으로 충돌하였다. 의전참사회의 중에 그는 테오발도로부터 강도 높은 비판을 받았다. 테오발도는 하인리히가 콘라디 드 코엥 르 프리종의 딸 베르타를 강압적으로 취한 사실을 지적하였다. 하인리히는 테오발도를 위협을 행사하였다. 그 결과, 며칠 후에 테오발도는 리에주를 떠나 거룩한 땅으로 성지 순례를 떠났다고 전해진다. 하지만 파리까지 간 그는 그곳에서 오랫동안 계획했던 신학 공부를 재개했다. 파리에 머무는 동안 그는 루이 9세 왕의 벗이 되었다.
1267년 리에주를 떠나 파리로 간 테오발도는 교황 클레멘스 4세의 명령으로 1265년 교황 특사로 임명되어 잉글랜드로 간 오토보노 프레스키 추기경을 보좌하게 되었다. 프레스키 추기경이 띤 임무는 시몽 드 몽포르가 이끈 남작들의 반란에 부딪힌 헨리 3세 국왕을 돕는 것이었다. 테오발도는 임무를 수행하는 동안 잉글랜드 왕자 에드워드(훗날의 에드워드 1세)의 벗이 되어 그와 함께 십자군에 참가하기도 했다. 프레스키 추기경은 비테르보로 돌아와서 1268년-1271년 콘클라베에 참여했으며, 이 기간에는 교황이 존재하지 않았다.

## 교황 선출
추기경단의 분열로 무려 2년 9개월이나 계속된 교황의 공석을 거쳐 1271년 9월 1일 테오발도 비스콘티가 교황 클레멘스 4세의 뒤를 이어 교황으로 선출되었다. 클레멘스 4세의 선종으로 비테르보에 모인 추기경들은 프랑스파와 이탈리아파로 분열되었다. 루이 9세의 동생이자 클레멘스 4세에 의해 시칠리아 왕으로 등극한 카를로 1세의 지원을 받은 프랑스파는 자기 나라 사람을 교황으로 선출하려고 하였다. 18개월간 교착 상태가 이어지자 교황 선출이 너무 지연되는 것을 더 이상 참을 수 없게 된 비테르보 당국과 시민들은 추기경들이 좀 더 신속하게 결정할 수 있도록 추기경들을 감금하고 그들이 모인 관저의 옥상으로 올라가 지붕을 뜯어내 빵과 물 밖에 주지 않았다. 추기경들은 마지막으로 1271년 8월 양측에 3명씩 총 6명으로 구성된 위원회를 구성하기로 합의하였다. 여섯 명의 추기경들이 추기경들 중 한 명도 선택하지 않자 그들은 외부에서 인물을 모색하기로 하였다. 그리하여 그들은 리에주의 수석부제를 지낸 테오발도 비스콘티로 결정하였다. 위원회의 결정에 1271년 9월 1일 추기경 전원이 만장일치로 비준하였다. 사실상 이는 프랑스파의 승리나 다름없었다. 테오발도는 프랑스와 가까웠으며, 그의 조카 비체도미노 데 비체도미니스는 엑상프로상스의 대주교이자 카를로 1세의 조언자였기 때문이다.
당시 테오발도는 잉글랜드 왕 에드워드 1세와 함께 팔레스타인의 아크레에서 제9차 십자군에 종군하던 와중에 이 소식을 듣고 놀랐다. 자신의 임무를 도중에 저버리기를 원치 않았던 테오발도가 자신의 교황 선출 소식을 듣고 첫 번째로 한 행동은 십자군에 대한 지원을 호소한 것이었다. 이탈리아로 떠나기 직전 아크레에서 한 마지막 설교에서 그는 “예루살렘아, 내가 만일 너를 잊는다면 내 오른손이 말라버리리라”는 시편 137편 5절을 인용한 것으로 알려져 있다. 그렇지만 그는 추기경들에 의해 교황으로 선출되었기 때문에 하루속히 이탈리아로 돌아가야만 했다. 1272년 1월 1일 테오발도 비스콘티는 브린디시에 이르렀으며, 1272년 2월 초에 추기경들이 기다리고 있던 비테르보에 도착하였다. 정확한 날짜는 알 수 없지만 그는 자신의 교황 선출을 수용한다고 대답하였다. 그는 교황용 깝바를 걸쳤지만 여전히 자신을 교황이 아닌 주교 선출자(Episcopus-electus)라고 소개함으로써 태도를 조심하였다. 1272년 3월 13일 그는 로마 교황청 일원들과 함께 로마로 들어갔다. 아직 서품을 받지 못했기 때문에 그는 먼저 1272년 3월 19일 사제 서품을 받고 이어서 1272년 3월 27일 성 베드로 대성전에서 주교로 서품받고 교황 대관식을 가졌다.

## 몽골과의 외교적 대화

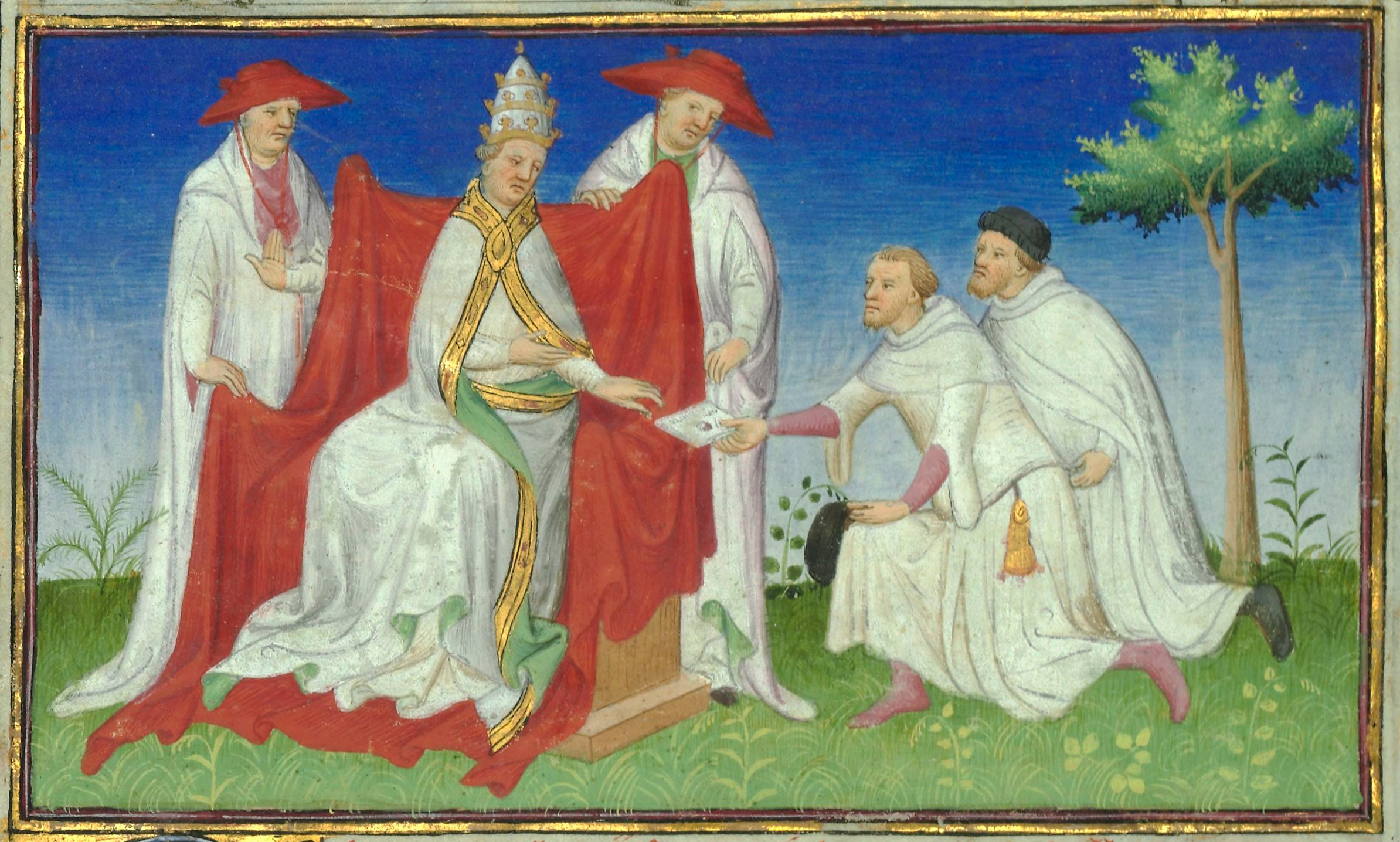
1271년 니콜로 폴로와 그의 아들 마르코 폴로에게 쿠빌라이 칸에게 보낼 편지를 전달하는 교황 그레고리오 10세.

1271년 교황으로 선출된 직후 그레고리오 10세는 몽골을 방문하고 온 니콜로 폴로와 그의 17살짜리 아들 마르코 폴로를 통해 몽골의 대칸 쿠빌라이 칸이 보낸 편지를 받았다. 쿠빌라이 칸은 교황에게 선교사 백 명과 거룩한 무덤 성당의 등잔 기름 일부를 보내줄 것을 요청했다. 교황은 두 명의 수사와 약간의 기름만을 보내주었다. 몽골로 떠난 수사들은 얼마 안 가 되돌아왔다. 니콜로 폴로와 마르코 폴로 부자는 1275년 몽골 제국으로 다시 가서 교황이 쿠빌라이 칸에게 보낸 기름을 전달하였다.
몽골의 일칸국 지도자 아바카 칸은 몽골과 유럽 간의 군사 협력 계획을 수립하기 위해 1274년 제2차 리옹 공의회에 십여 명으로 구성된 외교 사절단을 파견했다. 공의회가 폐회한 후, 아바카 칸은 재차 조지아 사람인 바사리 형제를 서방 지도자들에게 외교 사절로 보내 군사들을 준비시켰다는 사실을 알려주었다. 이에 그레고리오 10세는 아바카 칸의 사절단에게 일칸국이 십자군 원정에 참여한다면 군사 조직에 편성될 수 있을 것이라고 대답하였다. 그러나 1276년 1월 10일 그레고리오 10세가 선종하면서 새 십자군 원정 계획은 사실상 좌초되었다. 십자군 원정을 위해 모은 자금은 이탈리아에 배분되었다.

## 제2차 리옹 공의회
그레고리오 10세는 교황으로 재임하는 동안 소위 ‘피의 비방’ 소문과 그로 인한 유대인에 대한 박해에 반대하는 서신을 썼다. 그리고 교황 선거 과정에 대한 엄격한 통제가 필요하다는 사실을 깨달은 그는 비테르보의 콘클라베에서 자신이 교황으로 선출되었다는 사실에 착안해, 엄격한 콘클라베 규정을 담은 교황 선거법을 제정한다는 교황 칙서 《위험이 있는 곳에》(Ubi periculum)를 발표하였으며, 이는 1274년 7월 16일 제2차 리옹 공의회에서 비준되어 교회법전 조항에 포함되었다.
1272년 로마에 당도하고나서 그의 첫 번째로 한 행동은 전임자 그레고리오 9세의 뜻을 이어받아 공의회 소집에 착수한 것이었다. 교황으로 즉위한 지 이틀 후에 그레고리오 10세는 잉글랜드 왕 에드워드 1세에게 1274년 5월 1일 개최될 공의회에 초대한다는 편지를 보냈다. 그레고리오 10세는 1273년 6월 5일 오르비에토를 떠나 1273년 11월 중엽에 리옹에 도착하였다. 모든 추기경이 그를 따라나섰던 것은 아니었다. 그레고리오 10세는 1273년 11월 29일 에드워드 1세에게 보낸 편지에서 리카르도 안니발디 추기경과 조반니 오르시니 추기경은 아직 로마에 머물러 있다는 사실과 기 드 몽포르를 수감할 경비가 엄중한 곳을 찾으라는 지시를 내렸다는 사실을 언급하였다. 두 추기경은 집안 대대로 원수지간이었기 때문에 그들을 로마에 남겨둔 것은 서로를 견제하는데 효과적이었다. 그들은 제2차 리옹 공의회 개막식에 참석하지 않았다. 그레고리오 10세는 프랑스 왕 필리프 3세를 즉시 만났는데, 필리프 3세는 즉위 이래 줄곧 열심히 나라를 이끌고 있었다. 필리프 3세가 브나스크 백작령을 교황에게 이양했기 때문에 양측의 만남은 성공적이라고 할 수 있었다. 1274년 5월 1일 교황 선거법 제정, 동서 교회의 분열 극복, 십자군 지원 등을 논의하기 위해 리옹에서 14번째 세계 공의회가 소집되었다.
그레고리오 10세는 교황으로서 자신의 주된 목표를 세계 공의회 소집으로 정했으며, 세계 공의회에서 다음과 같은 사안들을 다루게 하였다.
- 동방 정교회와의 화해와 동서 교회의 분열 종식.[25]
- 새로운 십자군 원정 준비와 그를 위한 모든 교회의 지원금 납부.[26]
- 교회의 부패 척결.
- 《위험이 있는 곳에》(Ubi periculum)를 통한 교황 선거법 제정.

교황은 교리적인 문제가 아닌 규율 문제에 관심을 기울였다.
그레오리오 10세는 십자군 지원을 위해 모든 성직자에게 수입의 10%를 6년 동안 의무적으로 내도록 했다. 이전의 세계 공의회인 1215년 제4차 라테라노 공의회에서는 성직자들에게 수입의 5%를 3년 동안 십자군 지원금으로 내도록 한 것과 비교하면 4배나 인상된 셈이었다. 이에 따라 26개의 세무소가 설립되었다.
《위험이 있는 곳에》(Ubi periculum)는 콘클라베에 대해 여러 가지 중요한 사항을 제정했다.

- 교황이 선종하면 교황과 교황청이 머물러 있는 곳 중 적절한 장소에서 교황 선거를 치러야 한다. 만약 별장이나 시골 지역, 마을에 있다면 추기경단은 성무 금지가 내려져 있지 않은 가장 가까운 도시로 장소를 옮겨야 한다.
- 교황 선거는 전임 교황 사후 10일 이내에 치러져서는 안 된다.
- 콘클라베에 불참한 추기경은 투표권을 행사할 수 없다.
- 콘클라베에 불참한 추기경 뿐만 아니라 추기경이 아닌 사람은 선거권을 가질 수 없다.
- 선종한 교황에 대한 공식 애도 기간은 교황 사후 9일이다. 10일째 되는 날에는 교황 선출 청원 미사를 봉헌한다. 모든 추기경은 교황이 선종한 장소에 머물러 있어야 하며, 그들이 모인 장소를 외부와 차단해야 한다. 추기경들 중 건강이 좋지 않은 사람이 있을 경우, 미리 양해를 구해 세네 명 정도의 하인을 대동할 수 있다. 그 밖에 건강이 좋지 않은 경우를 제외하고는 외부인이 함부로 퇴장하거나 출입할 수 없다. 내벽은 없어야 하지만, 각 추기경의 숙소는 천으로 분리되어야 하며, 그들은 공동으로 기숙해야 한다.
- 콘클라베가 실시된 장소는 엄중히 경비해야 한다.
- 추기경들은 어떠한 이유에서든지 새 교황이 선출되기 전까지는 콘클라베를 떠날 수 없다.
- 콘클라베 장소가 봉쇄되어 교황 선거가 시작된 뒤에 도착한 추기경도 콘클라베에 참여하여 선거권을 행사할 수 있다. 파문된 경우를 제외하면, 이유를 불문하고 어떤 추기경도 교황 선거에서 배제될 수 없다.
- 추기경들이 콘클라베에 들어간 후 3일 안에 교황을 선출하지 않으면 추기경들에게 점심과 저녁 중 한 끼만 제공한다.
- 콘클라베 기간 동안에는 아무도 파문되거나 추기경들 사이에 뇌물을 주고 받거나 어떠한 약조를 하거나 자신이 교황이 된 후에 무엇을 하겠다고 공약할 수 없다. 콘클라베 기간 동안 추기경들은 교황을 선출하는 것 외에 다른 업무에 일체 관여해서는 안 된다.
- 추기경단에서 3분의 2 이상 득표를 받은 사람만이 교황이 된다.
- 교황이 선종하면 그 즉시 교황 궁무처장과 교황청 내사원장 및 부원장을 제외한 모든 교황청 기구는 업무를 잠시 중단한다.

## 죽음

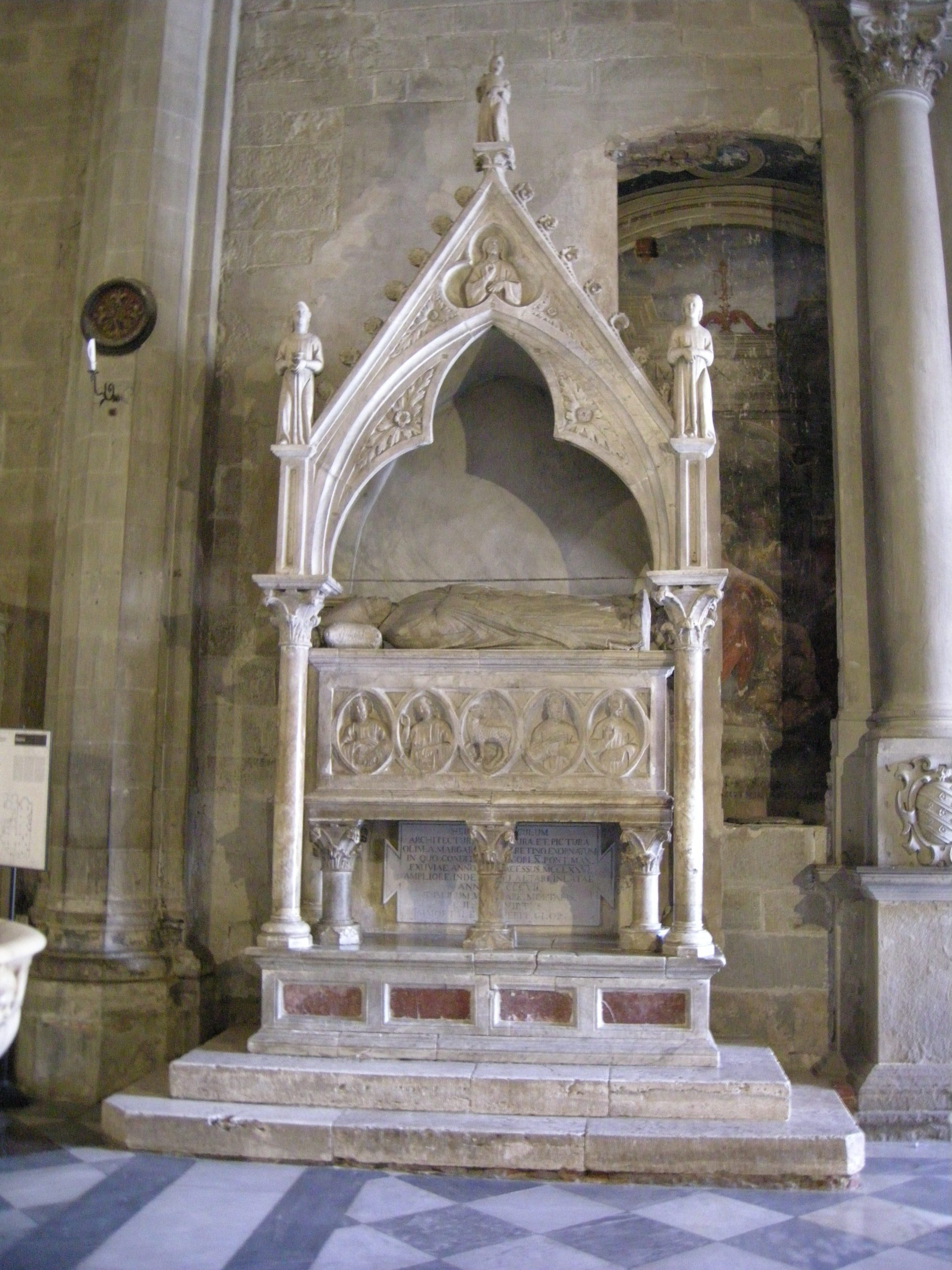
아레초 대성당의 교황 그레고리오 10세 무덤.

그레고리오 10세는 1275년 4월 리옹을 떠난 후 건강이 급격하게 나빠졌다. 그는 탈장 증세로 고생하여 로마로 돌아가는 길에 빈번히 멈춰야 했다. 그는 1275년 9월 30일 빈에서 곧바로 출발해 1275년 10월 6일 로잔에 이르렀다. 로잔에서 그는 신성 로마 제국의 황제로 선출된 로마왕 루돌프 1세를 만나, 1275년 10월 20일 그에게서 충성 서약을 받았다. 1275년 11월 12일 목요일, 그는 밀라노에 도착했다. 교황 일행은 1275년 12월 5일 레지오에밀리아에 이르렀으며, 같은 해 12월 11일에는 볼로냐에 이르렀다. 체온이 급격하게 올라가고 탈장 증세로 인해 1275년 크리스마스 때 아레초에서 길을 멈추었다. 그레고리오 10세의 건강은 눈에 띄게 나빠졌으며, 결국 1276년 1월 10일 아레초에서 선종하였다. 그의 시신은 아레초 대성당 안에 안장되었다.
그의 후임자는 생전에 가깝게 지낸 협력자인 도미니코회원 피에르 드 타랑테즈(교황 인노첸시오 5세)가 되었다.

## 시복과 시성
그레고리오 10세가 교황으로 재임한 동안 시성한 인물은 한 명이었다. 그는 1273년 9월 프란카 비살타에 대한 공경을 승인하였다. 프란차 비살타는 피아첸차 태생의 시토회 수녀로 수도회의 규칙에 따라 엄격한 극기를 하였다. 그녀는 불과 7세의 나이에 수녀원에 들어가 14세 때 서원을 하였다. 나중에 그녀는 수녀원장으로 피선되었다.
1270년 프랑스 왕 루이 9세가 사망하자 그레고리오 10세는 1272년 그에게 하느님의 종 칭호를 부여하고 그에 대한 시성 절차를 개시하였다.
1274년 그레고리오 10세는 루케치오 몬데스티니를 시복하였다.

## 하얀색 수단
로세르바토레 로마노에서 이탈리아의 역사학자 아고스티노 파라비치니 발리아니는 하얀색 수단을 입은 최초의 교황이 교황 비오 5세(1566-1572)로 알려진 세간의 인식이 잘못되었다는 의견을 내놓았다. 그에 따르면, 1274년에 교황이 하얀색 수단을 입었다는 최초의 기록은 1274년이라고 한다. 이어서 그는 교황으로 선출된 직후 붉은색 망토를 두른 최초의 교황은 교황 그레고리오 7세(1076년)이며, 전통적으로 교황은 선출된 순간 붉은색(망토, 모제타, 신발)과 하얀색 옷(수단, 양말)을 입는다고 덧붙였다.

## 시복
1713년 교황 클레멘스 11세는 교황 그레고리오 10세를 시복하였다. 그의 시성 절차는 1944년 교황 비오 12세에 의해 재개되었다. 현재 그레고리오 10세의 시성은 그의 전구를 통해 일어난 기적이 요구되어 여전히 미결 상태이다.